# جان إكستروم
جان إكستروم (بالسويدية: Jan Ekström)‏ (و. 1937  م) هو لاعب كرة قدم، من السويد، ولد في السويد، يلعب كلاعب وسط.